# 徐逸
徐逸（1989年9月13日—），浙江省衢州市龙游县人，是中国大陆视频弹幕网站哔哩哔哩的创始人兼总裁、曾任站长，被戏称为“特首”。是一名重度动漫迷。相比哔哩哔哩董事长陈睿，徐逸比较低调，不常在媒体视线中活跃。

## 生平
1989年出生于浙江省衢州市龙游县，父亲是徐雪亮，母亲是方丽珍。并在龙游县的湖镇镇、詹家镇度过了青少年时光。徐逸曾经幽默的自嘲学习不好，没有走上他曾经梦想过的，成为科学家或医生的道路。2005年，徐逸考入北京邮电大学 （北京邮电大学全国计算机排名前五）。不久，随着弹幕文化从日本引进至AcFun（即A站），徐逸成为了A站的一名资深粉丝以及以弹幕为载体的创作者中的一员，昵称为“⑨Bishi”，并获得了一些粉丝，被二次元群体称为“站长”和“姥爷”。
2009年6月24日，由于A站网站经常崩溃，网页访问出现问题，徐逸无法忍受A站的服务器质量；也出于对动漫的热爱和对动漫市场的预估，徐逸自己搭建网页，与数名朋友合作建立了MikuFans弹幕网。该网站建立初期由徐逸独自运营，办公地点在杭州一间租来的房子中，当时徐逸在金融公司上班，兼职运营网站。2010年，由于“Biri-biri”是《魔法禁书目录》中主角上條當麻對御坂美琴的暱稱，徐逸出于对动漫主角的喜爱，也为了使其更容易被人记住，将网站更名为Bilibili弹幕网（简称B站）。徐逸表示，B站只是A站的后花园。同年，徐逸全职投入B站创业。
2011年，陈睿作为天使投资人加入哔哩哔哩之后，从商业经营专业性角度考虑，徐逸开始有意的放出股权，推动陈睿担任B站的董事长兼CEO。2013年，徐逸、陈睿与IDG总裁童晨在北京会面，两人的默契配合成为了IDG资本对B站进行A轮投资的原因之一。2013年12月起，徐逸担任B站董事兼总裁。2014年11月，陈睿正式成为B站董事长。2016年，与前一年的承诺“永不加入贴片广告”相悖，B站在5部新番前加入了广告，徐逸与陈睿发布声明称其为版权方的强制要求。2017年3月，徐逸已经成为哔哩哔哩的CEO，搜狐网称其身价达到2.5亿美元。2018年3月28日，哔哩哔哩在美国纳斯达克上市，徐逸作为创始人及总裁，持股11.1%，《环球人物》称其身价达到3.53亿美元。搜狐网报道称B站为徐逸“用爱发电”的成果。B站上市之后，共青团中央邀请徐逸参加了在北京举办的“新时代青年说”座谈会。2018年10月24日，徐逸以23亿元财富跻身于“2018胡润80后富豪榜”第43位。
2019年6月20日，哔哩哔哩的运营主体杭州幻电科技有限公司发生工商变更，其中徐逸卸任法人和执行董事，职位由郑彬炜接任，而据B站官方回应，其B站总裁职务并未发生变更。

## 主要活动

### B站初创
2011年初春，在收到邮件邀请后，徐逸与陈睿首次会面。陈睿询问徐逸对B站的愿景时，得到的答复是“要做盛大那么大的公司”。两周后，徐逸收到了陈睿表达的投资意愿，但由于感觉不靠谱与担心亏钱，最初表示拒绝。2011年年中，由于需要购买服务器和进行技术升级，徐逸接纳了陈睿的投资，聘请陈睿作为业务顾问，并在两年后将其加入股东列表。B站初创的五年内，创业团队始终很小，由徐逸管理，并身兼数职。作为创始人的徐逸一直是公司的主要股东，从2012年起，徐逸反复游说陈睿加入B站，不惜让陈睿获得更多的股权。B站上市之后，徐逸对自己遭到的非议，如搞了A站的小动作、是官二代等，表示十分不解。徐逸称，其父母早已退休，并且也不是特别富裕。

### 运营理念
徐逸认为社区运营是B站的免疫系统。陈睿加入B站之后，徐逸主动交出了公司管理权，主要负责社区运营。